# Nordic Vikings
Els Nordic Vikings és un equip d'hoquei sobre gel que participa a Lliga espanyola d'hoquei sobre gel masculina des de la temporada 2021-22. Disputa els seus partits com a local a la Pista de Gel La Nevera de Majadahonda, instal·lació que comparteix amb el SAD Majadahonda.
L'equip està compost íntegrament per estudiants suecs amb beca Erasmus i participa a la lliga espanyola fruit d'un acord entre la Federació Espanyola d'Esports de Gel i l'Associació Sueca d'Hoquei Gel, per tal de facilitar l'augment de nivell de la competició espanyola. Per normativa de la competició no poden disputar els Play-off pel títol a causa de que excedeixen el número de jugadors estrangers permesos.